# Strofa siedemnastowersowa
Strofa siedemnastowersowa – forma stroficzna składająca się z siedemnastu linijek, połączonych różnymi układami rymów. Strofa siedemnastowersowa, podobnie jak inne zwrotki dłuższe niż dziesięciowersowe, pojawia się rzadko. Strofę siedemnastowersową najwybitniejszy włoski romantyk Giacomo Leopardi zastosował w jednej z ód z cyklu Pieśni.
Perché le nostre genti
Pace sotto le bianche ali raccolga,
non fien da’ lacci sciolte
dell’antico sopor l’itale menti
s’ai patrii esempi della prisca etade
questa terra fatal non si rivolga.
O Italia, a cor ti stia
far ai passati onor; ché d’altrettali
oggi vedove son le tue contrade,
né v’è chi d’onorar ti si convegna.
Volgiti indietro e guarda, o patria mia,
quella schiera infinita d’immortali,
e piangi e di te stessa ti disdegna;
ché senza sdegno omai la doglia è stolta:
volgiti e ti vergogna e ti riscuoti,
e ti punga una volta
pensier degli avi nostri e de’ nepoti.
(Sopra il monumento di Dante che si preparava in Firenze)